# Aconselhamento genético
Aconselhamento genético é uma ação de saúde realizada por um profissional de saúde especializado em genética após o diagnóstico clínico de uma determinada patologia do ponto de vista genético. Segundo definição adotada pela  American Society of Human Genetics é o processo de comunicação de informações relativas à ocorrência, ou risco de ocorrência  de uma determinada doença ou condição genética de uma família, a pelo menos um de seus integrantes envolvendo a participação de uma ou mais pessoas treinadas para ajudar o indivíduo ou sua família a:
1. compreender os fatos clínicos, incluindo o diagnóstico, provável curso da doença e as condutas disponíveis;
2. apreciar o modo como a hereditariedade contribui para a doença e o risco de recorrência para parentes específicos;
3. entender as alternativas para lidar com o risco de recorrência;
4. escolher o curso de ação que pareça apropriado em virtude do seu risco, objetivos familiares, padrões éticos e religiosos, atuando de acordo com essa decisão;
5. ajustar-se, da melhor maneira possível, à situação imposta pela ocorrência do distúrbio na família, bem como à perspectiva de recorrência do mesmo.

O Aconselhamento Genético portanto deve ser desenvolvido nas unidades de saúde como um atendimento multiprofissional e interdisciplinar. Envolve pelo menos uma consulta de cerca de 1 hora para a avaliação clínica da doença ou defeito congênito detectado de um indivíduo ou de uma família e inclui o registo padronizado na forma do heredograma.
Além do exame físico do paciente afetado, se este estiver presente na consulta, para confirmar, diagnosticar ou esclarecer a condição genética geralmente se utiliza de uma série de exames bioquímicos e citogenéticos, conforme o caso, tanto do indivíduo afetado como de seus familiares. O geneticista vai identificar a melhor conduta terapêutica e também calcular e comunicar os riscos genéticos para futuras gestações. Pode ser necessário organizar apoio psicológico, dependendo da gravidade da situação.
É importante saber que existem milhares de síndromes genéticas diferentes. O  Geneticista atua em conjunto com colegas de outras especialidades na procura de diagnósticos porque conhece ou tem como pesquisar problemas genéticos raros . O Aconselhamento Genético às vezes pode não permitir o diagnóstico final na primeira consulta. Mas o geneticista torna-se um aliado da família e tem uma atitude ativa de pesquisar informações sobre os avanços tecnológicos e novos testes que possam ser úteis.
Deve ser enfatizado que, apesar do nome aconselhamento genético, o geneticista não vai dar conselhos e nem especificar condutas. O objetivo é que o geneticista forneça informações adequadamente para que os pacientes possam tomar suas próprias decisões clínicas e reprodutivas de maneira informada. O papel do geneticista também inclui apoiar os pacientes nas suas decisões.

## Origens
O termo aconselhamento genético (AG) foi introduzido por Reed em 1947 e descreveu um novo campo de trabalho clínico orientado por geneticistas. Recentemente, a National Society of Genetic Counselors, dos Estados Unidos, propôs uma definição para Aconselhamento Genético (AG) que o caracteriza como um processo de auxiliar as pessoas a compreender e se adaptar às implicações médicas, psicológicas e familiares decorrentes da contribuição genética para uma determinada afecção. O AG pode ser definido como um processo de comunicação sobre os riscos de ocorrência ou recorrência familial de anomalias genéticas. Este processo envolve um ou mais profissionais treinados para auxiliar indivíduos ou famílias a:
- compreender amplamente as implicações relacionadas às doenças genéticas em discussão;
- conhecer as opções que a medicina atual oferece para a terapêutica ou para a diminuição dos riscos de ocorrência ou recorrência da doença genética em questão, isto é, para sua profilaxia;
- fornecer eventual apoio psicoterápico.

No Brasil o AG é realizado por diversas especialidades da saúde e iniciou suas atividades em universidades e centros de pesquisas. Hoje, estende suas atividades a serviços públicos como o Sistema Único de Saúde (SUS), clínicas privadas e àquelas que atendem convênios médicos. Nos Estados Unidos o American Board of Genetic Counseling iniciou oficialmente suas atividades em 1990, permitindo a atuação de vários tipos de geneticistas, incluindo conselheiros genéticos, geneticistas clínicos e geneticistas humanos de áreas de ciências básicas e em 1991 a genética médica também foi incluída pelo American Board of Medical Specialities. Os geneticistas não médicos realizam o processo de AG e os geneticistas médicos, além disso, atuam no tratamento das doenças genéticas.
A questão de como as sociedades humanas lidaram/lidam com as características humanas indesejáveis, tais como as deficiências mentais e as malformações congênitas, passou até hoje pelo desenvolvimento de três modelos básicos: o modelo eugenista, o modelo preventivista e o modelo psicológico.

### O modelo eugenista
O modelo eugenista foi o primeiro a se desenvolver. Foi proposto inicialmente por Francis Galton, que em 1885 propôs o termo eugenia (derivado do grego, "bem–gerado"). Quando positiva, seria o uso da ciência para a melhora das qualidades humanas desejáveis, como inteligência, saúde física e mental, etc.; e quando negativa, para diminuir as características indesejáveis, como a criminalidade, a deficiência mental e os defeitos físicos, o alcoolismo e abuso de drogas, etc. Embora as leis de Mendel tenham sido redescobertas em 1900 e o trabalho pioneiro de Garrod sobre a herança de algumas doenças metabólicas seja de 1908, a genética humana das 3 primeiras décadas do século XX foi dominada pelo movimento eugenista. Estas trouxeram grande prejuízo ao desenvolvimento da genética humana como ciência, tendo se constituído em movimentos político–sociais que deram base à chamada Lei Eugênica do Estado Alemão (1933).
Estas leis eram baseadas em deduções simplistas dos princípios mendelianos, afirmando, por exemplo, que a criminalidade, a deficiência mental, etc., eram determinadas por um alelo dominante e que bastaria o aprisionamento durante a vida reprodutiva ou a esterilização compulsória dos afetados para a eliminação destas "taras" em uma geração. Eles promoveram a constituição de bancos de esperma de laureados pelo prêmio Nobel, ensejando inseminações artificiais e até "fazendas de criação de arianos jovens". Os resultados obtidos foram desastrosos, levando a uma grande reação da comunidade científica liderada por Penrose, sendo a eugenia banida da genética humana. Em contraposição à eugenia, o biólogo americano Sheldon C. Reed propôs o termo genetic counseling (o qual foi traduzido no Brasil como aconselhamento genético, embora counseling não signifique dar conselhos) para o atendimento de famílias/pessoas com doenças genéticas e que este atendimento fosse baseado no princípio da neutralidade do profissional em relação às decisões dos clientes.

#### Princípios do modelo eugenista
- o objetivo é promover a eugenia, ou seja, "a melhora da raça humana";
- uso de técnicas diretivas e mesmo coercitivas: é um modelo de Estado, transformado em leis baseadas na "racionalidade e responsabilidade" do comportamento humano e na prioridade da defesa das prerrogativas sociais de proteção do "pool gênico" humano, antes do que das necessidades ou desejo dos indivíduos;
- grande ação social e política: adoção de esterilização compulsória, abortamentos obrigatórios, políticas de restrição de casamentos, inclusive inter–raciais e de migração.[4]

### O modelo preventista
O modelo preventivista (ou médico) é a fase da medicalização do AG. A genética teve um desenvolvimento diferente de outras ciências básicas da medicina, que se desenvolveram nas escolas médicas. A genética desenvolveu–se inicialmente entre zoólogos e botânicos, e foram eles que perceberam sua relevância para os seres humanos. Com ampliação das bases filosóficas da medicina para incluir o conceito de prevenção (medicina preventiva) e com o declínio nos países desenvolvidos da prevalência de mortes por doenças infecciosas e o aumento relativo das doenças constitucionais, a medicina tornou–se cada vez mais propícia para o desenvolvimento da genética. Os primeiros departamentos de genética médica começaram a aparecer nas escolas de medicina na década de 1950.

#### Princípios do modelo preventivista ou médico
1. objetivos: diminuir ou eliminar as doenças genéticas;

1. os serviços de genética passam a ser localizados em grandes centros médicos, e a genética passa a ser uma disciplina clínica;
2. a base do AG é o diagnóstico médico acurado;
3. o médico passa a ser o legítimo provedor do AG;
4. o médico usa no AG a relação médico–paciente tradicional e se baseia no princípio da neutralidade (proposto por Reed), porém o médico tem dificuldade de lidar com este modelo já que está mais acostumado a usar os modelos tradicionais de relação médico–paciente:
  1. das doenças agudas: atividade–passividade — em que o médico determina a conduta e o paciente se submete passivamente;
  2. das doenças crônicas: liderança–cooperação, em que o médico, por sua liderança, faz a receita, e o paciente coopera usando a medicação.[4]

### O modelo psicológico
Quanto ao modelo psicológico, psicoterapêutico ou psicossocial, há várias justificativas para seu uso no AG, entre elas: os médicos percebem que as informações prestadas no AG não são neutras do ponto de vista psicológico, mas sim ameaçadoras do ego; a ocorrência da doença genética em uma família desencadeia um processo de luto ou de sofrimento; as pessoas vão ter que lidar com os sentimentos desencadeados. Por outro lado, os médicos também perceberam que outras situações psicológicas, como disfunções maritais e sexuais, tipos de personalidade, dificuldades interpessoais, convicções religiosas, etc., interferem no processo de AG.
Este modelo reconhece que o processo de AG envolve não somente decisões reprodutivas futuras, mas sim como lidar com o que ocorreu, ou seja, como as pessoas devem ser ajudadas a se ajustar com a doença de seu familiar ou própria ou com os riscos de ocorrência/recorrência, sendo este um complexo processo psicossocial de ajuste (coping) a inúmeras variáveis, como experiências prévias com a doença, personalidade, motivação, educação, valores, cultura, família e dinâmica interpessoal e familial. Este modelo usa os conhecimentos do aconselhamento psicológico não–diretivo (baseado na psicologia centrada na pessoa, de C. Rogers) e utilização da relação conselheiro–consulente ou cliente de participação mútua, em que os consulentes são ajudados pelo conselheiro a ajudarem a si mesmos, ou seja, a serem pessoas psicologicamente ativas. Este modelo baseia–se no conhecimento de vários processos psicológicos complexos, como o processo de desenvolvimento da empatia, no conhecimento dos processos de luto e sofrimento humano (suas fases e manejo), conhecimento sobre comunicação humana superficial e profunda (meta–mensagem), dos processos dos mecanismos de autodefesa e de auto–imagem e dos processos de decisão e suas relações com os tipos de personalidade. Este modelo possui muita dificuldade de ser implementado na prática, já que os profissionais se sentem mais confortáveis de atender aos aspectos médicos e genéticos de seus pacientes, e os pacientes buscam o geneticista procurando informações acerca do diagnóstico, prognóstico, tratamento ou risco de recorrência do que ajuda sobre o impacto psicológico da condição genética, dos riscos ou dos resultados dos exames.
Na realidade, estas várias filosofias ou orientações não são mutuamente exclusivas. O que não se pode aceitar, e nem a moderna genética humana aceita, são condutas eugênicas, de controle do Estado sobre a liberdade individual. A orientação geral é que se usem as técnicas de aconselhamento psicológico não–diretivas, ou seja, que os consulentes sejam estimulados a ser psicologicamente ativos. Entretanto, há situações em que o conselheiro experiente sente que pode dar certo reforço ao casal, sendo mais diretivo, usando de sua experiência e segurança em situações semelhantes vivenciadas.
Os trabalhos liderados por Dorothy Wertz têm mostrado que, em todos os países do mundo, tem havido maior aceitação por parte dos conselheiros genéticos da autonomia de seus pacientes e na aceitação do AG não–diretivo, embora em alguns de seus trabalhos Wertz tenha constatado uma sobrevivência de práticas eugênicas, mesmo sem a coerção do Estado, o que, segundo o comitê de genética humana da Organização Mundial da Saúde (OMS) não se justifica.

## Etapas do aconselhamento
O aconselhamento é continuo e difere de acordo com as necessidades dos pacientes, porém pode ser dividido em diferentes fases. Cada fase tem um foco, tratando sempre dos aspectos humanos e também técnicos do processo.
- Primeira fase: confirmação do diagnóstico

Os pacientes que apresentavam suspeitas de doenças genéticas são encaminhados para o aconselhamento. O profissional, vai então, analisar os exames físicos e histórico familiar do paciente para indicar os exames genéticos que possam confirmar a suspeita. Depois da confirmação, a família sera aconselhada sobre os próximos passos a serem tomados e terão suas dúvidas sanadas. É comum que o resultado desencadeie uma reação semelhante ao luto (choque, negação, tristeza e cólera, equilíbrio e reorganização), portanto o acompanhamento por um profissional é essencial para o processo de superação da família.
- Segunda fase: Cálculo dos riscos genéticos

Nessa etapa o profissional vai se utilizar da informação adquirida na anterior para delimitar a doença em questão. Com o diagnóstico em mãos e a busca por pesquisas científicas será possível inferir um impacto causado na vida daquela família.
- Terceira fase: comunicação

A família será comunicada do que foi concluído pelo profissional na etapa anterior. Recebendo mais informações sobre a doença e a explicação de porque foram afetados. As informações que devem ser divulgadas ficam a cargo do profissional, tendo em mente a ética e o impacto para a família.
- Quarta fase: decisão e ação

Depois de compreender completamente a situação a família precisa tomar as devidas decisões. Essa etapa é bem mais ativa, onde serão definidas os cuidados futuros da criança e o futuro reprodutivo da família.
- Quinta fase: seguimento

Passada a fase crítica a frequência de encontros pode diminuir, mas é importante que a família não perca contato com o profissional. Esse procedimento ajuda na continuidade da vida do paciente e pode também auxiliar em pesquisas futuras.

## Habilitação no Brasil
O AG deverá ser realizado por equipe multiprofissional capacitada, contendo em sua equipe o médico geneticista e/ou profissionais de saúde capacitados, com graduação na área da saúde e pós-graduação - mestrado ou doutorado acadêmico na área de Genética Humana ou Título de especialista em Biologia Molecular Humana ou Citogenética Humana, emitidos pela Sociedade Brasileira de Genética ou Título de Especialista em Genética, emitido pelo Conselho Federal de Biologia, e Comprovação de no mínimo 800 horas de experiência profissional ou estágio supervisionado em AG . Durante o AG, as informações sobre etiologia, evolução e prognóstico da doença devem ser repassadas ao consulente e/ou familiares, juntamente com as informações acerca do risco reprodutivo. Isso deve ser feito de forma não diretiva e com discussão das opções frente ao risco de ocorrência/recorrência, favorecendo a compreensão e o seguimento da atenção ao consulente e seus familiares. Deverá ser garantida a contrarreferência orientada para seguimento na Atenção Básica, com possibilidade de retorno ao serviço de atenção especializada ou serviço de referência em DR caso seja identificada necessidade de orientação. Quando a DR não for de natureza genética, deve ser garantido o acesso aos Serviços Especializados ou Serviços de Referência em Doenças Raras, para o atendimento adequado às suas necessidades. Quando o AG envolver diagnóstico médico, tratamento clínico e medicamentoso será obrigatória a presença de médico geneticista. É obrigatória a elaboração de laudo escrito e assinado pelo profissional responsável que realizou o AG, a ser anexado no prontuário do consulente. O AG será realizado no SUS apenas nos serviços de saúde definidos e pactuados pelo gestor local com habilitação específica para o referido procedimento.

## Situações clínicas em crianças em que há necessidade de aconselhamento genético
O pediatra é, sem dúvida, o médico que mais encontra em sua vida profissional pacientes e famílias necessitando de avaliação genética e deve estar sempre atento para esta necessidade, principalmente perante:
- Quadros de natimortalidade e neomortalidade, os quais devem sempre ter sua etiologia definida para sabermos se possuem probabilidades de recorrência na família. É necessária a indicação de autópsia e um trabalho junto à família para que entendam esta necessidade. A autópsia precisa ser realizada por equipe treinada na identificação da real etiologia e preparada para o diagnóstico de doenças genéticas, sejam dismorfológicas ou metabólicas.
- Crianças com defeitos congênitos, principalmente quando a criança apresenta anomalias congênitas múltiplas.
- Crianças gravemente enfermas que apresentem suspeita de doenças genéticas metabólicas.
- Crianças com ambiguidade genital ou alterações do desenvolvimento sexual.
- Crianças com atraso neuropsicomotor ou deficiência mental de causa não definida ou claramente de etiologia genética.
- Crianças com déficit ou excesso de crescimento de causa não definida ou com suspeita de doenças genéticas.
- Crianças com doenças genéticas específicas de um sistema orgânico (por exemplo: anemia falciforme, distrofias musculares, etc.).[5]

## Sub-especialidades e razões para teste

### Genética Adulta
Diferente da genética pediátrica esse ramo foca em doenças que só se desenvolvem durante a vida adulta. O atraso no aparecimento do fenótipo é dado por essas condições serem dependentes de interações entre diferentes genes ou de muitos fatores ambientais para ter efeito perceptível. Muitas doenças já são sabidamente multifatoriais e podem ter uma predisposição causada pelo conteúdo genético do indivíduo. Dentre elas podemos citar o surgimento de tumores, desenvolvimento de artrites, osteoporose, hipertensão, dentre outras. As estratégias de identificação e investigação são parecidas com as das outras doenças genéticas, contudo casos como esse abrem espaço para longas discussões éticas. O aconselhamento é, então, valido, uma vez que ajuda no tratamento da doença e no entendimento da situação em um contexto individual e familiar.

### Genética cardiovascular
Um campo em rápido crescimento no aconselhamento genético é a genética cardiovascular. Mais de 1 em 200 pessoas tem uma doença cardiovascular hereditária. As condições cardíacas hereditárias variam de doenças comuns, como colesterol alto e doença arterial coronariana, até doenças raras como Síndrome do QT Longo, cardiomiopatia hipertrófica, doenças aórticas e vasculares. Os profissionais de aconselhamento genético especializados em doenças cardiovasculares desenvolveram habilidades específicas para o manejo e aconselhamento de doenças cardiovasculares, sendo são parte integrante dos esforços locais e nacionais de alguns países para prevenir a morte súbita cardíaca (que acomete cerca de 320 mil pessoas por ano no Brasil, segundo a SOBRAC ), identificando pacientes com doenças cardiovasculares hereditárias conhecidas ou suspeitas e promovendo a triagem familiar em cascata ou testes de parentes em risco
Os motivos comuns de referência incluem:
- Cardiomiopatia, incluindo cardiomiopatia hipertrófica[9] e cardiomiopatia dilatada familiar idiopática
- Arritmia, incluindo síndrome do QT longo[10] e síndrome de Brugada
- Doença vascular, incluindo síndrome de Marfan e aneurisma e / ou dissecção da aorta (<50 anos)
- Outros defeitos cardíacos hereditários (por exemplo, defeitos conotruncais, defeitos da via de saída do ventrículo esquerdo)
- Hipercolesterolemia familiar[11]
- História familiar de morte súbita inexplicada

Triagem em cascata: aconselhamento em Cardiomiopatia Hipertrófica (CMH)
Há muitas dúvidas sobre o mecanismo patológico da doença, porém o diagnóstico genético é de grande importância na prática clínica, principalmente na forma de triagem em cascata.
A triagem em cascata é definida como uma abordagem para a família de um paciente afetado por uma doença genética e uma oferta de teste preditivo de DNA para aqueles em risco potencial, com base em informação sobre uma mutação genética patogênica confirmada. Essa abordagem tem sido usada com sucesso para diversas doenças genéticas, tais como a hipercolesterolemia familiar, fibrose cística e síndrome de QT longo.
Um estudo publicado pelo European Heart Journal que analisou especificamente o custo-efetividade da triagem genética de CMH mostrou que essa abordagem é custo-efetiva. Uma vez que parentes com um resultado genético negativo não seriam cogitados para outras avaliações clínicas e indivíduos em risco podem ser diagnosticados precocemente, evitando uma triagem clínica cara e sem necessidade.
O diagnóstico genético de parentes em risco de desenvolver a doença é importante porque a CMH pode ser assintomática e ter a morte súbita como primeira manifestação . A triagem em cascata foi usada para a CMH com resultados positivos e é recomendada pela Sociedade Europeia de Cardiologia.Parentes com um resultado positivo de DNA devem ser encaminhados a um cardiologista e aconselhados a evitar fatores de risco, desencorajados a seguirem carreiras atléticas e encorajados a adquirir hábitos de vida saudáveis.
A desvantagem desse tipo de abordagem é o impacto psicológico que pode ser causado em ambos os indivíduos assintomáticos afetados, principalmente os mais jovens, além dos parentes não afetados. A descoberta do provável desenvolvimento da doença pode causa ansiedade e depressão nos indivíduos acometidos, bem como gerar a “culpa do sobrevivente” nos parentes não afetados pela doença. Além disso, pacientes com resultados clínicos que não são claros, podem sofrer com a ansiedade com relação à incerteza do resultado, uma vez que nesses casos a doença não pode ser confirmada nem excluída. Por isso, o aconselhamento genético é fundamental e deve ser o mais cuidadoso e informativo quanto possível.

## Tecnologias genéticas de nova geração
Na maioria das vezes, as tecnologias clínicas de diagnóstico molecular permanecem focadas na identificação dos mecanismos patogênicos subjacentes dos pacientes.  Com testes genéticos diretos, o laboratório procura a variante genética específica (ou variantes) que contribui para uma condição, enquanto o teste genético indireto depende da comparação de marcadores de DNA que estão ligados a um traço de interesse, mas que não causam a condição genética.

### Teste indireto
Apesar do surgimento de novas tecnologias para investigar variantes causadoras de doenças em um paciente em laboratórios bem financiados, as metodologias indiretas continuam a ter um papel proeminente no diagnóstico em regiões do mundo com recursos mais limitados (e, portanto, uma fração substancial da população humana); em particular, a análise de acoplamento usando polimorfismos de nucleotídeo único (SNPs) e repetições curtas em série (STRs) pode ser aplicada. Abordagens indiretas clássicas (por exemplo, polimorfismo de conformação de fita única (SSCP), eletroforese em gel de gradiente desnaturante (DGGE e análise heteroduplex) foram em grande parte eliminadas nos Estados Unidos, mas essas técnicas ainda são altamente usadas em regiões em desenvolvimento com recursos limitados. Em alguns casos, os testes indiretos poderiam informar os dados do genoma completo, estreitando as regiões de interesse. Essa é uma abordagem comumente usada em pesquisas para economizar custos do WGS. Além disso, para algumas aplicações especializadas, como testes pré-natais não invasivos (NIPT) e diagnóstico genético pré-implantação (PGD), a capacidade de amplificar e diferenciar STRs de amostras de traços ou mesmo de células únicas torna a análise de ligação por microssatélites uma abordagem atraente.

### Detecção de mutação específica do alelo alvo
A amplificação combinada com digestão de restrição, hibridização ou outro meio de detectar uma mutação permanece entre os métodos mais baratos e mais robustos em diagnósticos moleculares clínicos. A simplicidade da detecção de mutação por PCR viabiliza o processamento de várias amostras e oferece alta confiança para detectar variantes. Por exemplo, expansões repetitivas in tandem causadores de doença, como aquelas na síndrome do X frágil, são frequentemente testadas pela amplificação direta do fragmento repetido. Esta abordagem é ideal para a realização de ensaios simples em variantes comuns, como um ensaio Taqman® para genotipagem de uma variante farmacogenética ou mutação do fator V Leiden. A desvantagem da PCR específica do alelo é, evidentemente, a incapacidade de detectar quaisquer variantes relevantes que não tenham sido testadas. No entanto, essas abordagens mantêm um alto valor, especialmente em laboratórios com recursos limitados e / ou acesso a instrumentação avançada, e provavelmente permanecerão como ensaios clínicos centrais.

### Sequenciamento gene-específico de Sanger
Para detecção de mutações pontuais e pequenas variantes, o sequenciamento bidirecional de Sanger tem sido considerado o 'padrão ouro' em testes genéticos clínicos na última década. Essa abordagem direta tem alta validade analítica, embora leituras longas possam deteriorar a qualidade para a base as amostras de chamada e minúsculas podem produzir artefatos de PCR. O valor fundamental na sequenciação direta de um ou mais genes inteiros é a capacidade de combinar uma indicação clínica para um gene candidato com a alta sensibilidade e especificidade do ensaio. Por exemplo, o sequenciamento focado de um único gene (FGFR2) pode confirmar ou descartar o diagnóstico da síndrome de Apert a um custo relativamente baixo  , e o sequenciamento do TCOF1 detectará até 90% das mutações em pacientes com síndrome de Treacher Collins  , enquanto testar seis genes conhecidos por causar a síndrome de Noonan (nomeadamente, PTPN11, SOS1, RAF1, NRAS, CBL e KRAS) detectou mutações em 30% dos indivíduos com características clínicas sugestivas de síndrome de Noonan. É importante notar que, embora o sequenciamento de Sanger seja de alta validade analítica, a validade clínica da abordagem depende dos determinantes genéticos de uma condição. O sequenciamento de Sanger não detecta a maioria das mudanças estruturais, portanto, por si só, não é suficiente para o diagnóstico de muitos distúrbios genéticos.

### MicroarraysSNP de genoma completo
A genotipagem baseada em microarrays pode ser dividida em três aplicações principais: hibridização genômica comparativa de arranjo (arranjo CGH) para detectar anomalias estruturais, painéis de SNP específicos de fenótipo e painéis SNP de todo o genoma. Esforços em laboratórios acadêmicos e comerciais produziram painéis específicos de fenótipos contendo alelos que são conhecidos por dirigirem fenótipos específicos, como painéis para degeneração da retina. A utilidade dessa abordagem é que um experimento rápido e de baixo custo, que interroga múltiplos genes, pode oferecer diagnósticos moleculares de alta qualidade. No entanto, a descoberta contínua de novos alelos causais e genes, bem como a penetrância variável e a expressividade de mutações conhecidas limitam a validade clínica dessa abordagem.
Por outro lado, a genotipagem de SNP em larga escala do genoma oferece uma plataforma única e econômica para avaliar o risco de múltiplos distúrbios genéticos comuns com associações documentadas de forma variável em um teste. Testes preditivos e pré-sintomáticos estão disponíveis como plataforma multiplex para uma série de condições, incluindo certos tipos de câncer e testes farmacogenéticos, bem como para distúrbios oftalmológicos, cardíacos, renais e neurológicos (entre outros). Várias empresas de genoma pessoal agora fornecem versões de serviços de genotipagem clínica comercial para consumidores, como o Serviço de Genoma Pessoal da 23andMe, Pathway Genomics e Navigenics, para citar apenas alguns. Embora os testes sejam planejados e estejam disponíveis para os consumidores, porque os testes analíticos são conduzidos em laboratórios clínicos (isto é, certificados pela CLIA), esses testes SNP de todo o genoma também podem ser solicitados pelos médicos. Com testes SNP genômicos, locos específicos podem ser avaliados com alta validade analítica, mas o escopo limitado da detecção de variantes limita a análise a pontos pré-selecionados no genoma. Além disso, a maioria dos diagnósticos baseados em SNP é probabilística, e não determinística, com graus variáveis de validade clínica, pois as matrizes identificam um intervalo limitado de variantes. Por exemplo, a homozigose dos alelos comuns nos dois principais locos para degeneração macular relacionada à idade (DMRI, ou seja, CFH e HTRA1) tem um alto valor probabilístico para o início da doença e pode induzir modificação comportamental no manejo do paciente devido ao documentado alta associação da homozigosidade de alguns SNPs e tabagismo, mas o teste tem capacidade limitada para predizer a DM1 per se. Plataformas híbridas mais recentes, como exome chips que contêm todas as variantes de codificação conhecidas relatadas tanto em pacientes quanto em indivíduos controle, podem oferecer eficiência aprimorada na identificação da carga mutacional de pacientes para alelos raros e comuns que são relevantes para o status da doença, embora também possam ter validade clínica limitada